# Matidia simia
Matidia simia är en spindelart som beskrevs av Christa L. Deeleman-Reinhold 200. Matidia simia ingår i släktet Matidia och familjen säckspindlar.
Artens utbredningsområde är Sulawesi. Inga underarter finns listade i Catalogue of Life.